# Sovjetiska mästerskapsserien i ishockey
Sovjetiska mästerskapsserien i ishockey (ryska: Чемпионат СССР по хоккею) var den sovjetiska ishockeyns toppdivision från 1946 och fram till 1992. Efter att Sovjetunionen upplösts kallades serien tillfälligt för OSS-mästerskapsserien 1992. Efter att ligan upplösts ersattes den av International Ice Hockey League (ryska: Межнациональная хоккейная Лига).

## Mästare
- 1947 – Dynamo Moskva
- 1948 – CSKA Moskva
- 1949 – CSKA Moskva
- 1950 – CSKA Moskva
- 1951 – VVS Moskva
- 1952 – VVS Moskva
- 1953 – VVS Moskva
- 1954 – Dynamo Moskva
- 1955 – CSKA Moskva
- 1956 – CSKA Moskva
- 1957 – Krylja Sovetov
- 1958 – CSKA Moskva
- 1959 – CSKA Moskva
- 1960 – CSKA Moskva
- 1961 – CSKA Moskva
- 1962 – HK Spartak Moskva
- 1963 – CSKA Moskva
- 1964 – CSKA Moskva
- 1965 – CSKA Moskva
- 1966 – CSKA Moskva
- 1967 – HK Spartak Moskva
- 1968 – CSKA Moskva
- 1969 – HK Spartak Moskva
- 1970 – CSKA Moskva
- 1971 – CSKA Moskva
- 1972 – CSKA Moskva
- 1973 – CSKA Moskva
- 1974 – Krylja Sovetov
- 1975 – CSKA Moskva
- 1976 – HK Spartak Moskva
- 1977 – CSKA Moskva
- 1978 – CSKA Moskva
- 1979 – CSKA Moskva
- 1980 – CSKA Moskva
- 1981 – CSKA Moskva
- 1982 – CSKA Moskva
- 1983 – CSKA Moskva
- 1984 – CSKA Moskva
- 1985 – CSKA Moskva
- 1986 – CSKA Moskva
- 1987 – CSKA Moskva
- 1988 – CSKA Moskva
- 1989 – CSKA Moskva
- 1990 – Dynamo Moskva
- 1991 – Dynamo Moskva
- 1992 – Dynamo Moskva